# Carte de presse en Algérie
La carte de presse en Algérie, ou carte de journaliste professionnel, est une carte de presse dont la création a été prévue par un décret d'avril 2008. L'organisme chargé de la délivrer n'ayant jamais été mis en place, elle n'a jamais été délivrée. Entre 2014 et 2017, une carte provisoire, délivrée par une commission elle aussi provisoire, a été mise en place, dans un objectif initialement qualifié de technique.

## Décret d'avril 2008 sur le statut des journalistes
Ce décret exécutif, basé sur l'article 4 de la loi 90-11 autorisant le recours à une loi spécifique pour la presse, offre un cadre légal aux journalistes, alors que depuis le 17 janvier 2001, l’écrit journalistique est pénalisé comme un acte criminel. Il prévoit le droit à l’obtention d’une carte d’identité professionnelle, le respect de la propriété intellectuelle et le droit à la formation et l’évolution dans la carrière. Il est censé prémunir le journaliste contre les actes de violence, d’agression et toute pression dont il pourrait faire l’objet dans la recherche des sources d’information. Il reste lettre morte.
En 2013 est annoncée la création d'une Commission nationale de la carte de journaliste, comportant des journalistes élus par la profession.

## Carte provisoire entre 2014 et 2017
En 2014, le ministre de la Communication, Hamid Grine, met en place une commission provisoire d'une durée d'un an, chargée de délivrer une carte provisoire aux journalistes. La mesure est présentée comme d'ordre purement technique, visant à recenser les journalistes professionnels en vue de la constitution de la commission permanente prévue par la loi sur l’information (n°12-05) du 12 janvier 2012. Il fait part que « 90% des commissions et des autorités, prévues dans le loi sur l’information, naîtront en partie de cette commission ». En juillet 2015, il annonce proroger de deux mois la validité de cette commission, afin de « donner à tous les journalistes retardataires la chance d'acquérir la carte professionnelle ». Il annonce que la date des élections  des membres de Commission permanente chargée de la carte du journaliste professionnel n'est pas fixée, et que son département se prépare pour des élections « transparentes ». Selon les chiffres qu'il communique, la commission provisoire a délivré 2769 cartes provisoires ; il regrette que « hormis quelques quotidiens privés à grand tirage, la majorité des titres privés n'aient déposé qu'entre un et trois dossiers ». La Commission provisoire est prorogée ultérieurement, et dissoute après le départ de Hamid Grine du gouvernement, en mai 2017, et plus aucune carte n'est délivrée ensuite. Son successeur Djamel Kaouane indique qu'au total, la commission a délivré 4.479 cartes provisoires. Sa décision de suspendre la commission provisoire fait suite à la découverte de nombreuses cartes délivrées frauduleusement à des personnes n'ayant aucun lien avec la profession.

## Après 2017
La Commission nationale de la carte de journaliste, signalée comme non mise place à fin 2016 malgré de nombreuses annonces, ne l'est toujours pas en 2020, selon les avocats de Khaled Drareni, un journaliste théoriquement protégé par la loi de l'emprisonnement de par son métier, mais finalement condamné à deux ans de prison, son statut de journaliste ayant été dénié car il ne détenait pas ladite carte,.